# Nothando Dube
Nothando Dube, conhecida como Inkhosikati LaDube, (6 de fevereiro de 1988 - 8 de março de 2019) era membro da Casa de Dlamini como a décima segunda esposa do rei Mswati III de Eswatini.

## Biografia
Nothando Dube foi uma ex-Miss Teen Swaziland.  Dube frequentou a Escola Secundária Mater Dorolosa.  Ela conheceu Mswati III, o rei de Eswatini, em 2004, em uma festa de aniversário que ele organizou para um de seus filhos. O rei a escolheu como sua nova noiva durante uma dança de junco que ela, junto com milhares de outras mulheres de Eswatini, realizada no Ludzidzini Royal Village.

## Vida como consorte
Em 2005, casou-se com Mswati III, tornando-se sua décima segunda esposa, aos dezesseis anos de idade.  Concebeu três filhos. Em 2010, teve um caso com o ministro da Justiça Ndumiso Mamba, pelo qual foi colocada em prisão domiciliar.  Ela apresentou queixas de abuso e tortura sofridas pelas mãos dos guardas do rei.  Depois de um ano em prisão domiciliar, foi banida da casa real e impedida de ver seus filhos. 

## Morte
Faleceu em 8 de março de 2019 em um hospital na África do Sul de câncer de pele.  Sua morte foi anunciada oficialmente pelo governador Lusendvo Fakudze através do Serviço de Radiodifusão e Informação de Eswatini.  Ela foi enterrada em 11 de março de 2019. 